# Copa Holdings
Copa Holdings, S.A. es una empresa que cotiza en la Bolsa de Nueva York como emisor privado extranjero. Es la empresa holding de las aerolíneas Copa Airlines de Panamá y Copa Airlines Colombia (anteriormente AeroRepública) o Wingo de Colombia. Su sede central está en la Ciudad de Panamá.
A través de sus subsidiarias opera las aerolíneas Copa Airlines, Copa Airlines Colombia y la recientemente creada Wingo, esta última una de la aerolíneas líderes en bajo coste en América Latina por pasajeros. Copa Airlines actualmente ofrece aproximadamente más de 200 vuelos regulares a 89 destinos en 33 países de Norte, Centro y Sur de América y el Caribe. Así mismo. provee a los pasajeros con acceso a vuelos a más de 120 destinos internacionales a través del acuerdo de código compartido con Continental Airlines y otras aerolíneas.[cita requerida] Da servicio a 12 ciudades en Colombia, así como conexión internacional a través del Hub de las Américas de Copa Airlines con vuelos desde Barranquilla, Bogotá, Bucaramanga, Cali, Cartagena de Indias, Medellín (Antioquia) y Pereira. Opera vuelos internacionales desde Colombia a Caracas, Guayaquil, La Habana, Ciudad de México y Quito.

## Historia
En 1947, los inversionistas panameños unieron fuerzas con Pan American World Airways (Pan Am) para lanzar la Compañía Panameña de Aviación, pronto conocida simplemente como Copa. Inicialmente, Copa operaba rutas nacionales en Panamá con solo tres aviones Douglas C-47. La década de 1960 marcó la entrada de Copa en el ámbito internacional, ofreciendo vuelos a Costa Rica, Jamaica y Colombia. Pan Am se deshizo de su participación en Copa en 1971, dejando la aerolínea bajo control panameño.
La década de 1980 vio un cambio estratégico para Copa, ya que suspendió los vuelos nacionales para centrarse únicamente en los viajes internacionales. En 1986, la propiedad pasó a manos de Corporación de Inversiones Aéreas, S.A. (o CIASA).
Un momento decisivo llegó en 1998 con una inversión significativa de Continental Airlines. Esto llevó a la formación de Copa Holdings, una sociedad holding de Copa Airlines, en la que CIASA conserva una participación mayoritaria (51%). La inversión de Continental también incluyó una alianza estratégica, fomentando el uso compartido de códigos, iniciativas de marketing y colaboración técnica. Desde entonces, la flota de Copa ha crecido significativamente, con 97 aviones en 2023.
Copa Holdings salió a bolsa en la Bolsa de Valores de Nueva York en 2005. Continental redujo gradualmente su propiedad, y finalmente salió por completo de la empresa en 2008. CIASA también disminuyó sus participaciones, aunque sigue siendo un accionista significativo (27,8% en 2022).
La expansión continuó en 2005 con Copa Holdings adquiriendo una participación mayoritaria (que luego alcanzó el 99,9%) en AeroRepública, la segunda aerolínea más grande de Colombia en términos de pasajeros transportados, y la rebautizó como Copa Airlines Colombia. Esta medida se vio reforzada aún más por el lanzamiento por parte de AeroRepública de Wingo, una aerolínea de bajo costo establecida en diciembre de 2016 para diversificar su oferta y competir mejor con otras aerolíneas de Colombia.

## Junta directiva
- Pedro Heilbron	(Director ejecutivo)
- Stanley A. Motta (Presidente del Consejo de Administración)
- Makelin Arias Boyd
- Álvaro Jose Heilbron
- Carlos Alberto Motta
- Alberto C. Motta, Jr.
- Jaime Arias[cita requerida]